# 旺根海姆
旺根海姆（德語：Wangenheim，發音：[ˈvaŋənˌhaɪm]）是德国图林根州哥达县曾经的一个市镇，面积10平方千米，2017年12月31日人口为658人。2019年1月1日，旺根海姆与另外10个市镇合并为新市镇内瑟塔尔。